# Casa al carrer Muralla de Sant Francesc, 43 (Valls)
La Casa al carrer Muralla de Sant Francesc, 43 és una obra amb elements barrocs de Valls (Alt Camp) protegida com a Bé Cultural d'Interès Local.

## Descripció
Edifici entre mitgeres situat al carrer Muralla de Sant Francesc. Es tracta d'una construcció molt malmesa, de la qual encara es conserven alguns elements interessants. La llinda de la porta, de fusta, conserva una inscripció amb la data '1738'. De la mateixa manera, la finestra del costat també conserva la llinda de fusta. Es troba en estat pràcticament ruïnós i amb totes les obertures tapiades.